# Glossodia
Glossodia es un género de orquídeas de la subfamilia Orchidoideae dentro de la familia Orchidaceae. Tiene dos especies con las flores de color morado y son nativas de Australia. 

## Cultivo
Las glosodias son difíciles de mantener en cultivo, la reproducción con semillas in vitro ha dado muy malos resultados, y las plantas rescatadas de desbroce de tierras suelen durar solo unos pocos años. Esto es más probable debido a la total dependencia de un hongo simbiótico en su alimentación.  Las orquídeas no forman raíces y obtiene todos sus alimentos a partir de la interacción con hongos micorrizas en su «cuello». Una solución razonablemente satisfactoria a este problema consiste en que crezcan nuevas plantas en el mismo receptáculo que las semillas producidas cada año. Por lo general, esto requiere la polinización a mano  pero puede dar lugar a una gran colección de plantas durante muchos años.

## Especies
- Glossodia major  R.Br. (1810)
- Glossodia minor  R.Br. (1810)[2]